# Davide Fabbri
Davide Fabbri est un dessinateur, coloriste et encreur de bande dessinée italien né le 27 juillet 1964. 

## Biographie
Davide Fabbri a effectué la plus grande partie de sa carrière chez Dark Horse Comics où il s'est surtout fait remarquer pour son travail sur Star Wars (Séries Infinities, Empire, Jedi Council ou encore Agent Of The Empire) et Starship Troopers.